# San Pantaleo iuxta Flumen

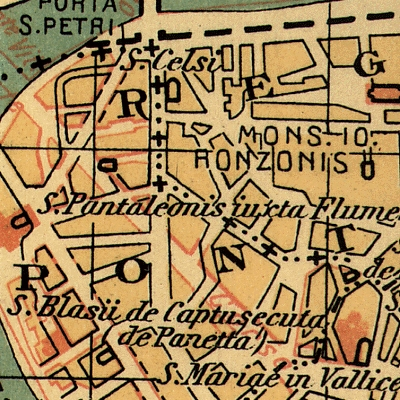
Localização da igreja no mapa de Christian Hülsen (1927).

San Pantaleo iuxta Flumen, também chamada de San Pantaleo Affine, era uma igreja de Roma que ficava localizada na Via Giulia, no rione Ponte. Era dedicada São Pantaleão. O epíteto "iuxta Flumen" significa "ao longo do rio" em latim, uma referência o rio Tibre. "Affine" é uma corruptela de "iuxta Flumen" ou "ad Flumen" ("no rio") ou "ad Finem" ("na fronteira"), o que, neste contexto, significava o limite da região urbana. Foi demolida ainda no século XVI para permitir a construção de San Giovanni dei Fiorentini.

## História
Esta igreja provavelmente foi construída no século XII e a primeira menção a ela, com o nome de S. Pantaleonis affinem, ocorre numa bula promulgada em 1186 pelo papa Urbano III, na qual ela é listada como subsidiária da igreja paroquial de San Lorenzo in Damaso. Em 1218, ela foi subordinada a Santi Celso e Giuliano juntamente com duas outras igrejas, Sant'Angelo de Miccinellis e San Salvatore de Inversis.
Além disto, esta igreja aparece no Catalogo di Torino (c. 1320) como Ecclesia sancti Panthaleonis iuxta flumen e no Catalogo del Signorili (c. 1425) como Sci. Pantalionis. Segundo uma inscrição hoje perdida, a igreja foi reformada em 1344: "THOMAS ABBAS ET FRATER EIUS ANDREAS FECERUNT / FIERI HANC ECCLESIAM SUB ANNO / DOMINI MCCCXLIIII".
O papa Leão X (r. 1513-1521), em 1519, entregou esta igreja à Arciconfraternita della Pietà, uma arquiconfraternidade fundada em 1448 por comerciantes florentinos para ajudar os afligidos pela peste. A irmandade demoliu San Pantaleo e iniciou a construção da principal igreja nacional de Florença em Roma, San Giovanni dei Fiorentini.